# سیارک ۲۱۶۵۲
سیارک ۲۱۶۵۲ (به انگلیسی: 21652 Vasishtha، نامگذاری:1999OQ2) بیست و یک هزار و ششصد و پنجاه و دومین سیارک کشف شده‌است که در ۲۲ ژوئیه ۱۹۹۹ کشف شد.
قدر مطلق سیارک برابر ۴۶٫۷ است.